# 施塔德尔-保拉
施塔德尔-保拉是奥地利上奥地利州韦尔斯兰县的一个市镇。总面积15.05平方公里，总人口5045人，人口密度335.2人/平方公里（2005年）。